# Мединет-Абу
Мединет-Абу (копт. Чеме) — погребальный храм Рамсеса III (1185—1153 гг. до н. э.), находящийся в одноимённом месте на западном берегу Нила в Луксоре.

## Описание
В эпоху Нового царства зародилось понятие заупокойного храма, как отдельного поминального комплекса, не входящего в состав гробницы. Благодаря этому, фараоны получали возможность полностью воплотить и увековечить в них своё могущество. Заупокойный храм Рамзеса III в Мединет-Абу — яркий и хорошо сохранившийся образец поминального храма царей Нового царства.
Строительство «обители миллионов лет ка» второго фараона 20 династии Рамсеса III началось незамедлительно вскоре после вступления его на престол и закончено было около 1156 года до н. э.
В значительной степени комплекс в Мединет-Абу копирует величественный Рамессеум, заупокойный храм великого фараона Рамсеса II, уступая ему, однако, по роскоши и размерам.
Настенные барельефы храма Рамсеса III в Мединет-Абу изображают выдающиеся достижения покойного фараона, в том числе одержанную им военную победу над вторгшимися около 1180 г. до н. э. в Дельту полчищами «народов моря».
В древности к храму был прорыт канал, заканчивающийся пристанью с невысокими крепостными башнями и невысоким поясом стен, охватывавших всю территорию комплекса.

## Исследование
Впервые исследован в 1799—1801 годах французским египтологом-любителем Домиником Виваном-Деноном, участником Египетского похода Наполеона, опубликовавшим зарисовки с барельефов храма в своей книге «Путешествия по Нижнему и Верхнему Египту» (Париж, 1802). Летом 1829 года обследован более детально Жаном-Франсуа Шампольоном, участником франко-тосканской экспедиции в Египет (1828—1829).

## Галерея
- Дренеегипетские барельефы, иероглифы
- Главный проход
- Первый двор
- Панорамный вид